# ノアノハコブネ
ノアノハコブネ（欧字名:Noah no Hakobune、1982年5月10日 - 1985年12月1日）は、日本の競走馬。
1985年の優駿牝馬（オークス、GI）を制し 、数多くの珍名馬を所有していることで有名な小田切有一に初めてのクラシック競走及びGI級競走制覇を達成した馬である。主戦騎手は音無秀孝（現・調教師）。

## 戦績
この項の出典は特筆ない限りJBISサーチ及びnetkeiba.comによる。
1985年1月26日にデビューしたノアノハコブネは、京都のダート戦（1700メートル）を好位差しで快勝という良好なスタートから始まった。ところが、その後は芝のレースを3連敗と勝ち星に恵まれなかった為、クラシック初戦の桜花賞には間に合わず、前日開催の忘れな草賞（芝2000メートル）も4着に終わった。
その為、オークス出走のためもう一勝を積み上げる必要があった。どのレースを選ぶかを関係者が協議した際、音無騎手がダートの平場競走なら勝てると進言し、その通り京都開催のダート400万条件戦（1800メートル）を勝ちオークスに出走できたものの、芝では4戦して未勝利ということもあり人気は低く、28頭立て21番人気での出走となった。
レースは逃げると思われた桜花賞馬エルプスが逃げを打てなかったものの、ユキノローズ（レインボーペガサスの祖母）、アイランドゴッテスがレースを引っ張り、最初の1000メートルが60秒5と言う当時の東京コースとしては異様なハイペースの展開となった。スタート直後のダッシュがつかず、結局何時も通りの最後方からの競馬となったノアノハコブネにはこれが幸いし、最後の直線でオーバーペースで大失速した馬達を外から全馬まとめて交わし、ナカミアンゼリカに1馬身1/4差をつけ優勝した。
なお、この時更新したオークス史上最高単勝配当額（6270円）は未だに破られていない。
しかしその後は精彩を欠き、ローズステークス（5番人気で11着）・エリザベス女王杯（11番人気で12着）共に惨敗。翌年への布石も兼ね阪神大賞典（当時は12月施行で現在は3月施行）に出走したが、1周目のホームストレッチで寛骨を折るという故障を発生し、安楽死処分が取られた。

## 競走成績
以下の内容はnetkeiba.comの情報に基づく。
| 競走日     | 競馬場 | 競走名            | 格      | 距離（馬場）  | 頭 数 | 枠 番 | 馬 番 | オッズ （人気） | 着順 | タイム   | 着差 | 騎手      | 斤量 [kg] | 1着馬（2着馬）       |
| ---------- | ------ | ----------------- | ------- | ------------- | ----- | ----- | ----- | --------------- | ---- | -------- | ---- | --------- | --------- | -------------------- |
| 198501.26  | 京都   | 4歳新馬           |         | ダ1700m（良） | 11    | 6     | 7     | 004.10（2人）   | 01着 | R1:49.7  | -0.4 | 0音無秀孝 | 53        | （リンドテスコ）     |
| 0000.02.10 | 京都   | 梅花賞            | 400万下 | 芝1600m（不） | 9     | 7     | 7     | 005.80（3人）   | 02着 | R1:38.3  | -0.1 | 0飯田明弘 | 53        | （スズタカヒーロー） |
| 0000.03.02 | 阪神   | 初雛賞            | 400万下 | 芝1600m（重） | 18    | 3     | 5     | 003.00（1人）   | 04着 | R1:38.4  | -0.5 | 0飯田明弘 | 53        | （クリスシルバー）   |
| 0000.03.17 | 阪神   | 報知杯4歳牝馬特別 | GII     | 芝1400m（稍） | 16    | 1     | 2     | 017.90（7人）   | 08着 | 01:25.1  | -1.4 | 0音無秀孝 | 54        | エルプス             |
| 0000.04.06 | 阪神   | 忘れな草賞        | OP      | 芝2000m（稍） | 12    | 6     | 7     | 005.80（2人）   | 04着 | R2:04.4  | -0.4 | 0音無秀孝 | 54        | ワンダーヒロイン     |
| 0000.04.28 | 京都   | 4歳400万下        |         | ダ1800m（稍） | 13    | 7     | 10    | 004.40（1人）   | 01着 | R1:53.5  | -0.1 | 0音無秀孝 | 53        | （マッキニー）       |
| 0000.05.19 | 東京   | 優駿牝馬          | GI      | 芝2400m（良） | 28    | 6     | 17    | 084.9（21人）   | 01着 | R2:30.7  | -0.2 | 0音無秀孝 | 55        | （ナカミアンゼリカ） |
| 0000.10.13 | 京都   | ローズS           | GII     | 芝2000m（良） | 14    | 1     | 1     | 011.90（5人）   | 11着 | R2:03.2  | -1.0 | 0音無秀孝 | 55        | タケノハナミ         |
| 0000.11.03 | 京都   | エリザベス女王杯  | GI      | 芝2400m（良） | 21    | 4     | 9     | 026.8（11人）   | 12着 | R2:28.7  | -1.9 | 0音無秀孝 | 55        | リワードウイング     |
| 0000.12.01 | 阪神   | 阪神大賞典        | GII     | 芝3000m（良） | 7     | 2     | 2     | 016.90（6人）   |      | 競走中止 |      | 0音無秀孝 | 53        | ニシノライデン       |

## エピソード
ノアノハコブネがオークスを制した大舞台に馬主である小田切はおらず、監督を務めていた少年ソフトボールチームの試合に出かけていた。「GI制覇は馬主を続けていればまた見られるかもしれないが、子どもの日々は二度と帰ってこないから」とのことであるが、次のGI制覇はオレハマッテルゼが高松宮記念を制する2006年まで長期間空白となった。

## 血統表
| ノアノハコブネの血統（ソヴリンパス系） / Udaipur (Umidwar) 5×4=9.38%、Nasrullah (Malindi) 5×4=9.38%、Fairway5×5=6.25% (父内) ） | ノアノハコブネの血統（ソヴリンパス系） / Udaipur (Umidwar) 5×4=9.38%、Nasrullah (Malindi) 5×4=9.38%、Fairway5×5=6.25% (父内) ） | ノアノハコブネの血統（ソヴリンパス系） / Udaipur (Umidwar) 5×4=9.38%、Nasrullah (Malindi) 5×4=9.38%、Fairway5×5=6.25% (父内) ） | （血統表の出典）     | （血統表の出典） |
| 父 アローエクスプレス 1967 鹿毛                                                                                                 | 父の父*スパニッシュイクスプレス Spanish Express 1962 鹿毛                                                                       | Sovereign Path | Grey Sovereign       | Grey Sovereign   |
| 父 アローエクスプレス 1967 鹿毛                                                                                                 | 父の父*スパニッシュイクスプレス Spanish Express 1962 鹿毛                                                                       | Sovereign Path | Mountain Path        |                  |
| 父 アローエクスプレス 1967 鹿毛                                                                                                 | 父の父*スパニッシュイクスプレス Spanish Express 1962 鹿毛                                                                       | Sage Femme | Le Sage              | Le Sage          |
| 父 アローエクスプレス 1967 鹿毛                                                                                                 | 父の父*スパニッシュイクスプレス Spanish Express 1962 鹿毛                                                                       | Sage Femme | Sylvia's Grove       |                  |
| 父 アローエクスプレス 1967 鹿毛                                                                                                 | 父の母*ソーダストリーム Soda Stream 1953 栃栗毛                                                                                 | Airborne | Precipitation        | Precipitation    |
| 父 アローエクスプレス 1967 鹿毛                                                                                                 | 父の母*ソーダストリーム Soda Stream 1953 栃栗毛                                                                                 | Airborne | Bouquet              |                  |
| 父 アローエクスプレス 1967 鹿毛                                                                                                 | 父の母*ソーダストリーム Soda Stream 1953 栃栗毛                                                                                 | Pangani | Fair Trial           | Fair Trial       |
| 父 アローエクスプレス 1967 鹿毛                                                                                                 | 父の母*ソーダストリーム Soda Stream 1953 栃栗毛                                                                                 | Pangani | Clovelly             |                  |
| 母 ユトリロ 1974 栗毛 | 母の父*プロント Prompt 1963 鹿毛                                                                                                | Prince Taj | Prince Bio           | Prince Bio       |
| 母 ユトリロ 1974 栗毛 | 母の父*プロント Prompt 1963 鹿毛                                                                                                | Prince Taj | Malindi              |                  |
| 母 ユトリロ 1974 栗毛 | 母の父*プロント Prompt 1963 鹿毛                                                                                                | La Caravelle | Worden               | Worden           |
| 母 ユトリロ 1974 栗毛 | 母の父*プロント Prompt 1963 鹿毛                                                                                                | La Caravelle | Barquerolle          |                  |
| 母 ユトリロ 1974 栗毛 | 母の母*ダラマ Dalama 1957 栗毛                                                                                                  | Djebel | Tourbillon           | Tourbillon       |
| 母 ユトリロ 1974 栗毛 | 母の母*ダラマ Dalama 1957 栗毛                                                                                                  | Djebel | Loika                |                  |
| 母 ユトリロ 1974 栗毛 | 母の母*ダラマ Dalama 1957 栗毛                                                                                                  | Pretty Lady | Umidwar              | Umidwar          |
| 母 ユトリロ 1974 栗毛 | 母の母*ダラマ Dalama 1957 栗毛                                                                                                  | Pretty Lady | La Moqueuse F-No.1-e |                  |
| 出典 | 1. | 1. | 1.                   | 1.               |

- 姉に中山牝馬ステークス2着馬ウメノフーリンがいる[8]